# Аветисян, Минас Карапетович

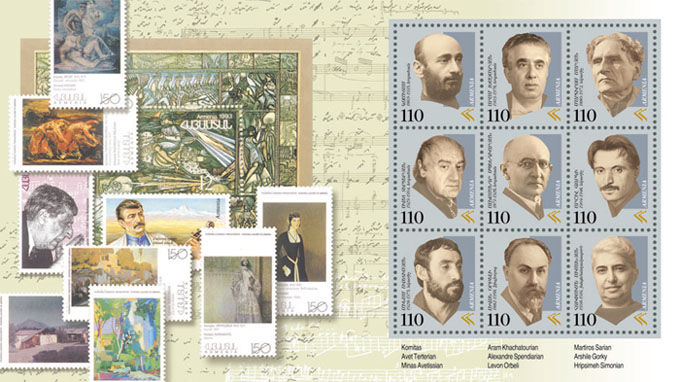
Комитас, Хачатурян, Сарьян, Тертерян, Спендиарян, Горки, Аветисян, Орбели, Симонян

Мина́с Карапе́тович Аветися́н (арм. Մինաս Ավետիսյան; 20 июня 1928, с. Джаджур, Ленинаканский уезд, ССР Армения, ЗСФСР, СССР — 24 февраля 1975, Ереван, Армянская ССР) — армянский художник, пишущий в стиле фовизм, модерн, ранний аваргард и русский "суровый стиль". Заслуженный художник Армянской ССР (1968).
Между 1960 и 1975 годами Аветисян создал около 500 холстов, почти столько же рисунков, 20 больших фресок и проектов для более чем десятка театральных представлений. Его искусство заняло почётное место в истории мировой живописи.
Спитакское землетрясение 1988 года уничтожило часть его фресок в Гюмри и дом-музей художника в его родной деревне Джаджур, который впоследствии был восстановлен и сейчас принимает посетителей.

## Биография
Родился в крестьянской семье.
- 1947—1952 — учился в Ереванском художественном училище имени Ф. Терлемезяна.
- 1952—1954 — учился в Ереванском художественно-театральном институте.
- 1952—1954 — учился в Ленинградском институте живописи, скульптуры и архитектуры имени И. Е. Репина, где одним из его главных учителей был  Б.В. Иогансон.
- С 1960 — жил в Ереване.
- 1962 — экспозиция «Пять художников» в Ереване, принесшая ему широкую популярность.
- 1968 — звание Заслуженного художника Армянской ССР.
- 2 января 1972 — пожар в мастерской художника в Ереване.

Погиб при наезде автомобиля на тротуар 24 февраля 1975 года. После обретения Арменией независимости от Советского Союза в начале 1990-х годов было проведено официальное правительственное расследование, которое заключило, что Минас был убит по приказу КГБ.

## Память
- В 2000 году была выпущена почтовая марка Армении, посвященная Аветисяну.
- Аветисяну посвящена вторая часть стихотворной дилогии «Армения» (1983) русской поэтессы Юнны Мориц (первая часть этой дилогии посвящена поэту Паруйру Севаку).

## Творчество
В зрелых произведениях Минаса Аветисяна, колористически-контрастных, написанных крупным экспрессивным мазком, обрели новую жизнь принципы фовизма. Заметный отзвук в его произведениях нашли и традиции закавказского средневекового искусства. Работы мастера, сочетающие особую цветонасыщенность с эпическим драматизмом образного строя — пейзажи, автопортреты, жанрово-символические сельские мотивы — воспринимались на официальных выставках как прорывы к свободе эстетического самовыражения. Тем самым Минас Аветисян, хотя и тяготея в целом скорее к французскому модерну и раннему авангарду начала XX века, сближался с современным ему российским «суровым стилем». Успешно выступал также как театральный художник и живописец-монументалист.

## Работы
- Пекут лаваш, 1972 — Ереванский Музей современного искусства.
- Текстильщицы -  зал ожидания аэропорта Звартноц, Ереван
- Беседа 1973- Частное собрание
- Пейзаж с хачкарами, 1974 — Ереванский Музей современного искусства.
- Сценография балета "Гаянэ" А. Хачатуряна в Театре оперы и балета имени А. Спендиарова, 1974.
- Росписи заводских интерьеров в Гюмри, 1970—1974.

## В кино
- Цвет армянской земли (1969) — впервые запечатлён на киноплёнке в фильме друга, режиссёра Михаила Вартанова.
- Минас. Реквием (1989).